# Matej Kazár
Matej Kazár, né le 10 mai 1983 à Košice en Tchécoslovaquie, est un biathlète slovaque. Il fait partie de l'équipe nationale depuis 2004 et a participé à trois éditions des Jeux olympiques d'hiver.

## Biographie
Membre du VŠC Dukla Banska Bystrica, Matej Kazár prend son premier départ international en 2000 aux Championnats d'Europe junior, où il est médaillé d'argent au relais. En 2004, il remporte son premier titre international sur l'individuel des Championnats d'Europe junior. 
Dans la Coupe du monde, il démarre lors de la saison 2004-2005. Il est sélectionné pour les Jeux olympiques d'hiver de 2006.
Après un podium en Coupe d'Europe en 2007-2008 à Bansko, il marque ses premiers points à Ruhpolding (23e).
Il remporte finalement son premier titre aux Championnats du monde de biathlon d'été en 2010 sur la poursuite.
Durant l'hiver 2011-2012, il signe son premier podium en relais mixte en Coupe du monde à Kontiolahti avec Jana Gereková, Anastasia Kuzmina et Miroslav Matiaško. Aux Jeux olympiques d'hiver de 2014, il est à chaque fois dans le top quarante en individuel, pour une quinzième place en tant que meilleur résultat et il est notamment cinquième du relais mixte.
Durant la saison 2015-2016, il se qualifie pour sa première mass start à Canmore, terminant dixième, son meilleur résultat dans la Coupe du monde (19/20 au tir) et gagne une médaille d'argent aux Championnats d'Europe en relais mixte.
Aux Jeux olympiques d'hiver de 2018, il est 22e du sprint, 31e de la poursuite, 34e de l'individuel, 18e du relais et 20e du relais mixte.
Il décide de quitter l'élite du biathlon en 2019 après la course de Holmenkollen. Il aura pris part à trois éditions des Jeux olympiques et onze des Championnats du monde.

## Palmarès

### Jeux olympiques d'hiver
| Épreuve / Édition                | Individuel | Sprint | Poursuite | Départ en masse | Relais | Relais mixte                     |
| Jeux olympiques 2006 Turin       | —          | 57e    | 52e       | —               | —      | Épreuve inexistante à cette date |
| Jeux olympiques 2014 Sotchi      | 19e        | 37e    | 23e       | 15e             | 12e    | 5e                               |
| Jeux olympiques 2018 Pyeongchang | 34e        | 22e    | 31e       | —               | 18e    | 20e                              |

- : pas d'épreuve
- — : N'a pas participé à l'épreuve.

### Championnats du monde
| Épreuve / Édition             | Individuel                       | Sprint                           | Poursuite                        | Départ en masse                  | Relais                           | Relais mixte |
| Mondiaux 2005 Hochfilzen      | -                                | 76e                              | -                                | -                                | 14e                              | -            |
| Mondiaux 2006 Pokljuka        | Épreuve inexistante à cette date | Épreuve inexistante à cette date | Épreuve inexistante à cette date | Épreuve inexistante à cette date | Épreuve inexistante à cette date | 13e          |
| Mondiaux 2008 Östersund       | 86e                              | 42e                              | 37e                              | -                                | 9e                               | -            |
| Mondiaux 2009 Pyeongchang     | -                                | 73e                              | -                                | -                                | -                                | -            |
| Mondiaux 2011 Khanty-Mansiïsk | 92e                              | 78e                              | -                                | -                                | -                                | -            |
| Mondiaux 2012 Ruhpolding      | 40e                              | 29e                              | 24e                              | -                                | 12e                              | 7e           |
| Mondiaux 2013 Nove Mesto      | 52e                              | 30e                              | 29e                              | -                                | 10e                              | 7e           |
| Mondiaux 2015 Kontiolahti     | 42e                              | 33e                              | 42e                              | -                                | 11e                              | -            |
| Mondiaux 2016 Holmenkollen    | 73e                              | 57e                              | 44e                              | -                                | 12e                              | 17e          |
| Mondiaux 2017 Hochfilzen      | 29e                              | 77e                              | -                                | -                                | 12e                              | -            |
| Mondiaux 2019 Östersund       | 40e                              | 49e                              | 45e                              | -                                | 18e                              | -            |

### Coupe du monde
- Meilleur classement général : 41e en 2016.
- Meilleur résultat individuel : 10e.
- 1 podium en relais mixte : 1 troisième place.

#### Classements en Coupe du monde
| Année     | Classement général final | Sprint | Poursuite | Individuel | Mass start |
| 2007-2008 | 84e                      | -      | 58e       | -          | -          |
| 2010-2011 | 83e                      | 68e    | -         | -          | -          |
| 2011-2012 | 55e                      | 57e    | 53e       | 67e        | -          |
| 2012-2013 | 48e                      | 52e    | 44e       | 45e        | -          |
| 2013-2014 | 64e                      | 53e    | 77e       | 49e        | -          |
| 2014-2015 | 55e                      | 42e    | 57e       | -          | -          |
| 2015-2016 | 41e                      | 34e    | 48e       | 42e        | 36e        |
| 2016-2017 | 77e                      | 82e    | -         | 45e        | -          |
| 2017-2018 | 74e                      | -      | -         | 33e        | -          |
| 2018-2019 | 79e                      | 77e    | 80e       | 62e        | -          |

### Championnats d'Europe
- Médaille d'argent du relais mixte en 2016 à Tioumen.

### Championnats d'Europe junior
- Médaille d'argent du relais en 2000.
- Médaille d'or de l'individuel en 2004.

### Championnats du monde de biathlon d'été
- Médaille d'or de la poursuite en 2010.
- Médaille d'argent du sprint en 2010.
- Médaille d'argent du relais mixte en 2017.
- Médaille de bronze du relais mixte en 2010 et 2013.
- Médaille de bronze de la poursuite en 2015.

### IBU Cup
- 1 podium individuel.